# Andrea Maggi
Andrea Maggi (Torino, 1850 – Milano, 26 aprile 1910) è stato un attore italiano.

## Biografia
Dopo aver completato la sua carriera di studi, iniziò a lavorare come impiegato, ma abbandonò presto l'impiego per recitare con una compagnia drammatica.
Dal 1872 recitò come "amoroso" ai Fiorentini di Napoli nella compagnia Alberti.
Intorno ai trent'anni era già un attore principale della compagnia teatrale diretta da Luigi Bellotti Bon.
Si caratterizzò per l'eleganza, per il fisico prestante, per una voce armoniosa e baritonale, per la brillantezza e l'intensità interpretativa, e risultò adatto per le commedie romantiche e per le opere in versi.
Durante la sua carriera teatrale raggiunse l'apice del successo come primattore del Cyrano de Bergerac di Edmond Rostand, ma si distinse anche nel ruolo di Otello e di Iago, caratterizzandoli di innovative sfumature e contribuendo al successo dell'Otello in Italia nell'XIX secolo.
Inoltre, la compagnia Maggi rappresentò anche opere originali e di avanguardia, come l'Altro di Paul Lindau, che venne definito dalla critica teatrale un trattato psichiatrico dialogato, un caso di auto-suggestione, di sdoppiamento della personalità e di vita onirica inconscia, di sonnambulismo. Secondo il giudizio della critica, Maggi riuscì anche questa volta a conquistare il pubblico.
Oltre alla recitazione, si impegnò anche a tagliare, selezionare, modificare il testo originale, come nell'Amleto rappresentato dalla compagnia di Cesare Rossi nel 1878: una riscrittura che, seguendo i moduli ottocenteschi, ancor più che i modelli salviniani, semplificò la complessità dell'opera shakespeariana per mettere in risalto la compattezza della trama e l'unità psicologica del protagonista, riducendo la tematica storico-politica per convertire la vicenda in un dramma familiare idoneo alle preferenze del grande pubblico ottocentesco. L'Amleto di Maggi risultò innovativo anche da un punto di vista linguistico, perché, nel suo adattamento, Maggi modificò la versificazione tragica ancora legata al registro aulico alfieriano, ormai alieno al gusto di un pubblico appartenente soprattutto ai ceti medi.
Una parte della critica teatrale dell'epoca affermò che, nelle sue interpretazioni, Maggi confidava prevalentemente sulle buone capacità vocali .
Maggi guidò la compagnia stabile dei grandi spettacoli storici e popolari Città di Milano (1907-1908).
Sposò l'attrice Pia Marchi (1846-1900).